# ماتس إينارسون
ماتس إينارسون (بالسويدية: Mats Einarsson)‏ هو سياسي سويدي، ولد في 1960. نشط حزبياً في حزب اليسار. وقد انتخب عضو البرلمان السويدي ‏.